# Fontaine-de-Vaucluse
Fontaine-de-Vaucluse (in occitano La Fònt de Vauclusa, in italiano Fonte di Valchiusa) è un comune francese di 582 abitanti situato nel dipartimento di Vaucluse della regione della Provenza-Alpi-Costa Azzurra.

## Origini del nome
Questo villaggio si chiamava una volta semplicemente Vaucluse: la valle chiusa (Vallis Clausa in latino). Vaucluse è poi divenuto il nome del dipartimento, quando questo fu istituito nel 1793 durante la Rivoluzione francese.

## Storia
A Fontaine-de-Vaucluse soggiornò a lungo Francesco Petrarca, che sarebbe stato ispirato proprio dal torrente Sorga (Sorgue in francese) per i famosi componimenti dedicati a Laura, come Chiare, fresche et dolci acque.

## Monumenti e luoghi d'interesse

### Fonte di Valchiusa
Le "chiare fresche e dolci acque" cantate da Petrarca sono quelle, verdissime, di una imponente sorgente, da cui prorompe il torrente Sorga direttamente dalla parete rocciosa, e che si trova a pochi minuti a piedi dalla piazza centrale in una valletta boscata ed è caratterizzata dal fatto che non se ne conosce con esattezza l'origine idrogeologica.
La fonte stessa dà il nome al paese che risulta essere meta turistica per chi visita la Provenza.
Altra cosa interessante da vedere è una fabbrica di carta artigianale.

## Società

### Evoluzione demografica
Abitanti censiti

## Cultura

### Musei
- Musée d'Histoire Jean Garcin: 1939–1945 l'Appel de la Liberté, aperto nel 1999: è un piccolo ma interessante museo che illustra gli avvenimenti e la vita quotidiana in Francia e in Provenza durante la seconda guerra mondiale, la Resistenza fino alla Liberazione.[4]

## Amministrazione

### Gemellaggi
Fontaine-de-Vaucluse è gemellata con:
- Arquà Petrarca

## Galleria d'immagini

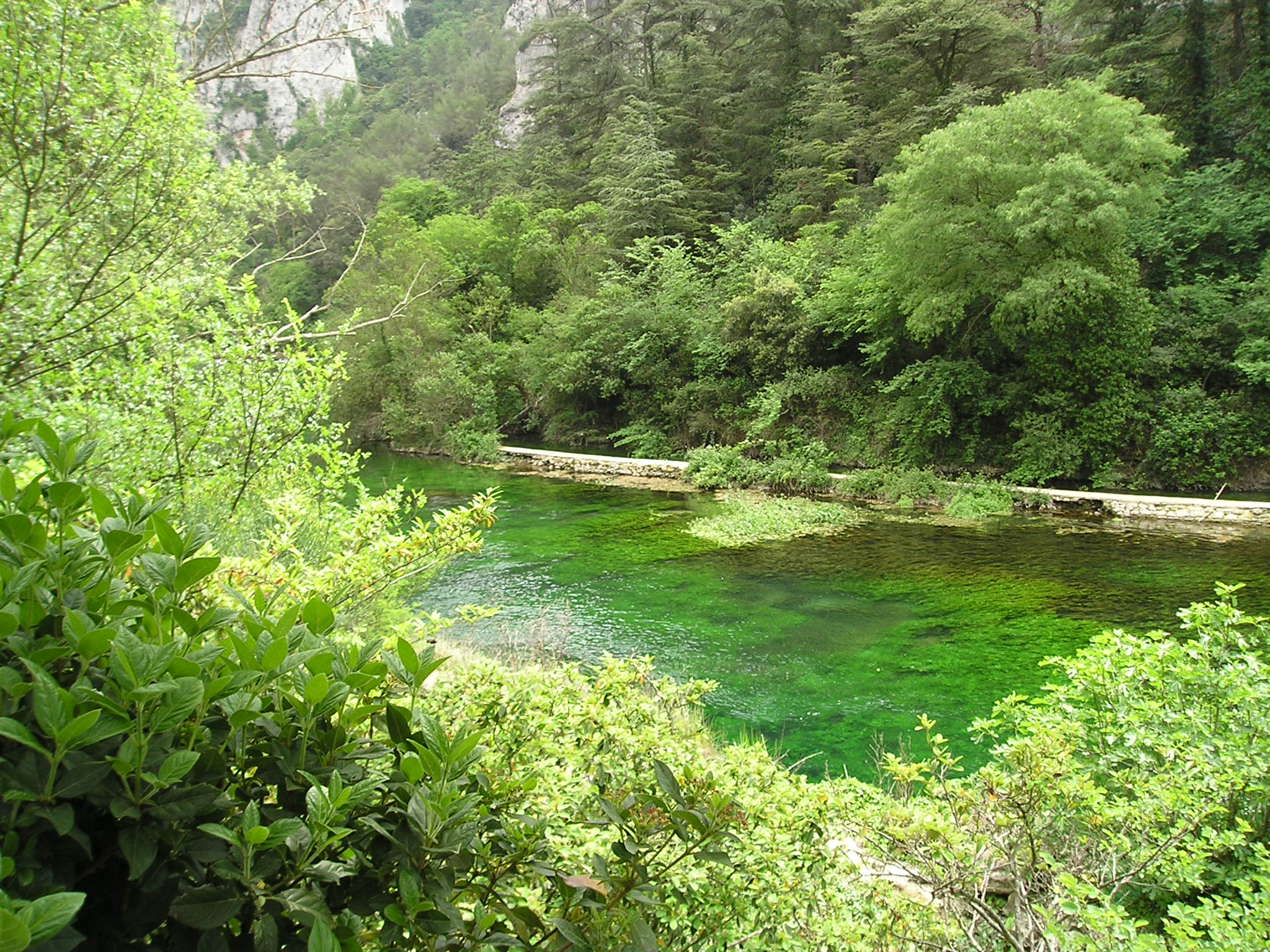
Il torrente Sorga che ispirò Petrarca, nel comune di Fontaine-de-Vaucluse.
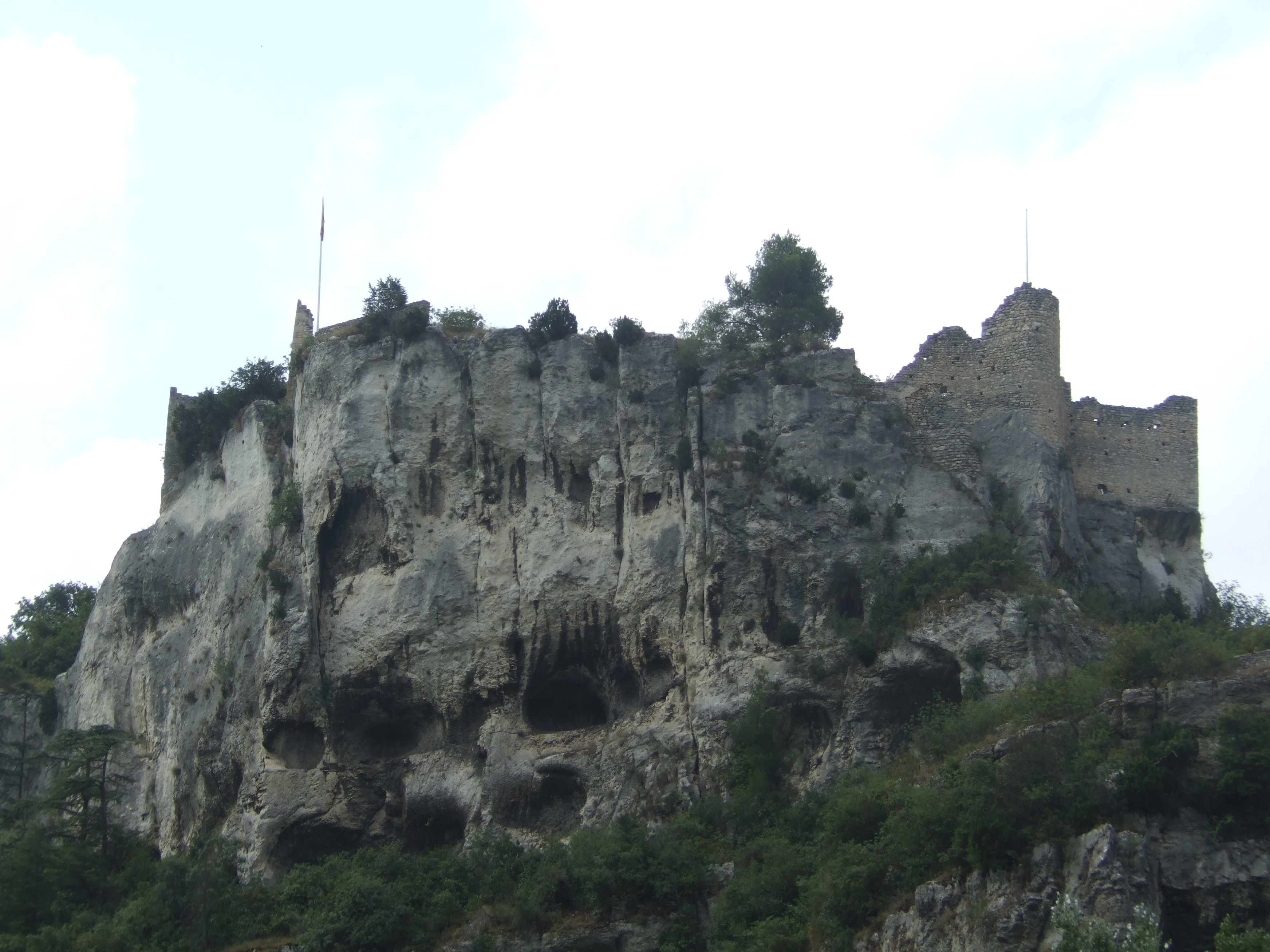
L'antico forte di Fontaine-de-Vaucluse.
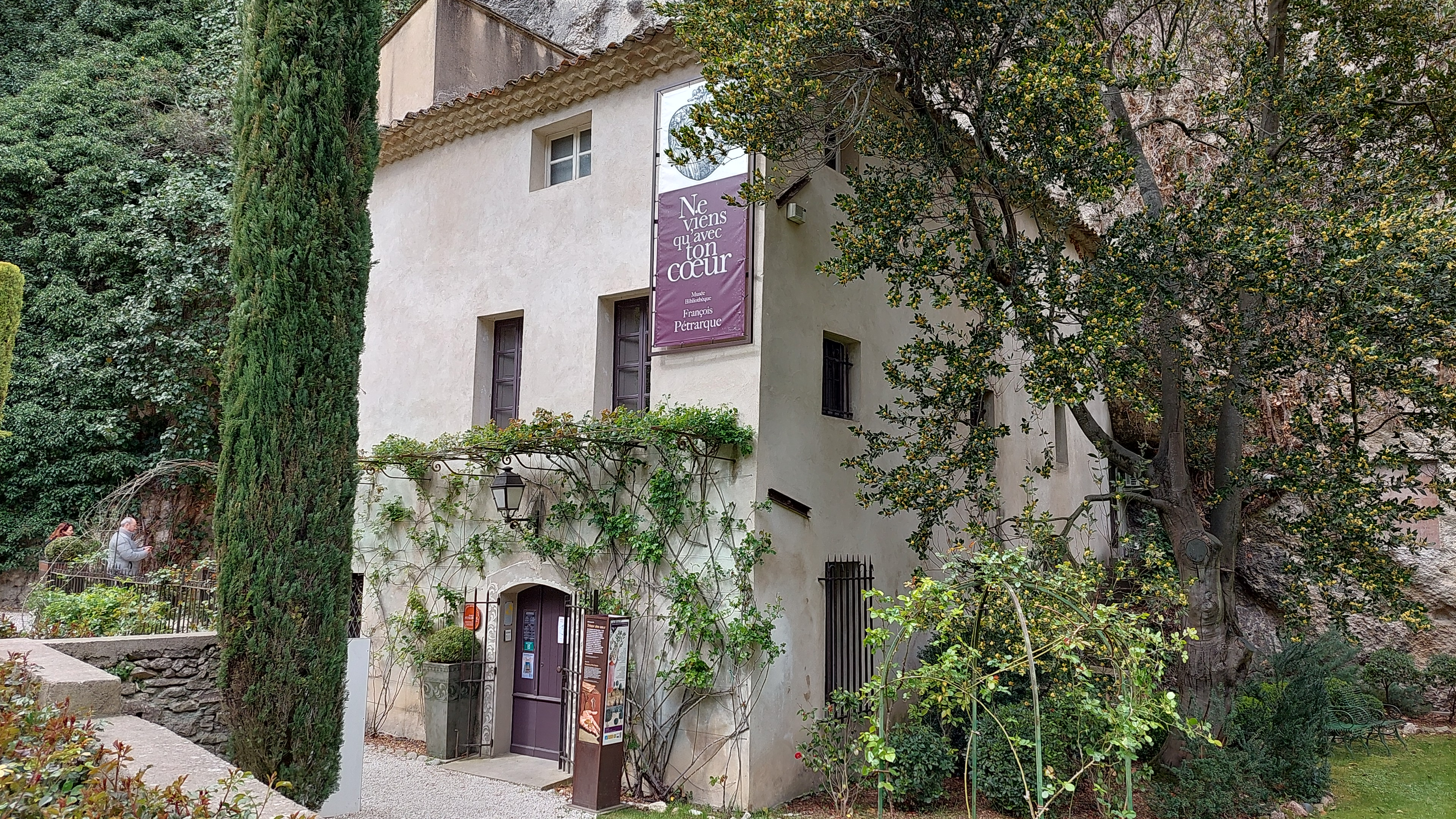
Museo-biblioteca dedicato a Francesco Petrarca.
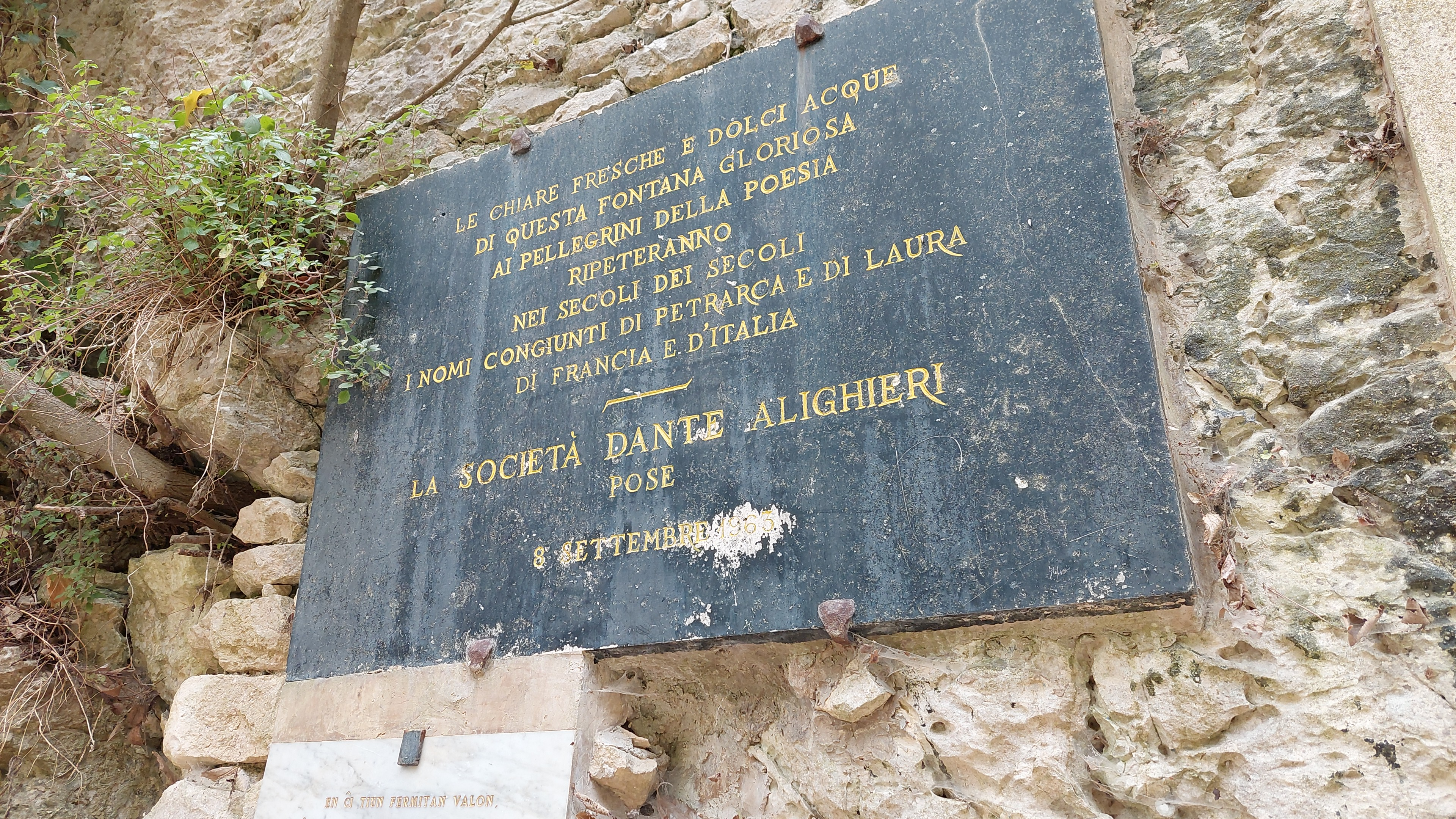
Targa dedicata a Petrarca e Laura. Posta nel 1963 a Fontaine-de-Vaucluse dalla "Società Dante Alighieri".